# Che combinazione
Che combinazione è stato un programma televisivo italiano di intrattenimento, trasmesso la domenica sera dalla Rete 2 per due edizioni e 18 puntate dal 1978 al 1980.

## Il programma
Era concepito per invogliare gli italiani a pagare il canone della TV, attraverso un gioco per gli abbonati, che consisteva nel rivelare, nel corso della trasmissione, un numero che, se corrispondeva a quello del libretto di abbonamento, dava diritto ad un premio.
La prima edizione, andata in onda per nove puntate dal 17 dicembre 1978 all'11 febbraio 1979, viene condotta dalla soubrette Delia Scala, che anima i balletti e i numeri musicali cantando anche la sigla (che era l'omonima canzone), coadiuvata di volta in volta da ospiti in studio, diretta dal regista Luigi Turolla. La direzione orchestrale era di Bruno Canfora. In questa edizione furono inoltre introdotte per la prima volta a livello sperimentale le riprese televisive tridimensionali, visibili attraverso occhiali particolari forniti dalla rivista Radiocorriere TV.
La seconda edizione, andata in onda per nove puntate dal 16 dicembre 1979 al 10 febbraio 1980, vede protagonista Rita Pavone, affiancata da Gianni Cavina e da Barbara d'Urso in veste di valletta, per la regia di Romolo Siena. La direzione orchestrale era di Marcello De Martino.